# 井戸の魔女
「井戸の魔女」（いどのまじょ、原題: "Hide"）はイギリスのSFドラマ『ドクター・フー』の第7シリーズ第9話。脚本は後に「時の女王」を執筆するニール・クロス、監督は『プライミーバル』第1章から第2章のエピソードを監督したジェイミー・ペインが担当し、2013年4月20日に BBC One で初放送。
本作では異星人のタイムトラベラー11代目ドクター（演:マット・スミス）と彼のコンパニオンのクララ・オズワルド（演:ジェナ・ルイーズ・コールマン）が1974年のカリバーン邸を訪れる。カリバーン邸ではアレック・パルマー（演:ダグレイ・スコット）と霊能力者である助手エマ・グレイリング（ジェシカ・レイン）が幽霊の調査を行っていた。ドクターは幽霊の正体が未来からやって来てポケット宇宙に捕らわれたタイムトラベラー（演:ケミ＝ボ・ジェイコブス）であると気づき、彼女を救出するために時空を駆ける。さらにドクターはポケット宇宙に潜む奇妙な生物（演:アイデン・クック）も空間からの脱出を図っていることを知る。
「井戸の魔女」は『ドクター・フー』のファンであったニール・クロスが初めて執筆した同シリーズのエピソードである。クロスはナイジェル・ニールの作品 The Quatermass Experiment (en) と The Stone Tape (en) にインスパイアされ、怖ろしい物語を執筆しようとした。「井戸の魔女」のストーリーラインは舞台と登場人物の人数を制限されてはいるが、テーマ的に拡張され、パーマー博士とエマの恋物語と並行してモンスターの掘り下げがなされている。本作はクリスマススペシャルでコールマンがドクターの新コンパニオンとして紹介されるよりも先に、第7シリーズ後半のエピソードとして最初に撮影され、2012年5月下旬にマルガム・カントリー・パークとティンツフィールドで撮影が開始された。イギリス国内での視聴者数は661万人で、批評家からは一般に肯定的にレビューされた。

## 連続性
本作でドクターはメタベリスIIIのブルー・クリスタルを使用している。メタベリスIIIは3代目ドクター（演:ジョン・パートウィー）がThe Green Death（1973年）でブルー・クリスタルを回収し Planet of the Spiders（1974年）で返却した惑星である。ただし、その発音はクラシックシリーズから変更されていた。
また、ドクターが言及したハーモニーの目は The Deadly Assassin（1976年）で初登場した。ドクターが着用していたオレンジ色の宇宙服は「闇の覚醒」「地獄への扉」（2006年）で初登場し、「火星の水」（2009年）でも10代目ドクター（演:デイヴィッド・テナント）が着用していた。

## 製作

### 脚本
脚本家ニール・クロスは『ドクター・フー』のファンであったが、これまでエピソードを執筆する時間はなかった。第7シリーズから就任した新しいエグゼクティブ・プロデューサーのキャロライン・スキナーは彼を知っており、エピソードの執筆を依頼した。彼は依頼を快諾した。エグゼクティブ・プロデューサー兼筆頭脚本家のスティーヴン・モファットはドラマ『刑事ジョン・ルーサー』の製作総指揮者であるクロスが参加することを喜んだ。プロデューサーはクロスの執筆した「井戸の魔女」を楽しみ、それを受けて第7シリーズ第7話「時の女王」の執筆も彼に依頼した。「井戸と魔女」の脚本執筆の際にクロスはニュージーランドに居たため対面での製作はなかったが、撮影を見るために家族と共にイギリスへ戻ってきた。
クロスは9歳から12歳の頃に『ドクター・フー』を怖ろしい番組として記憶しており、それゆえ特に同年齢の子どもを対象にした古い怖ろしい『ドクター・フー』のエピソードを執筆しようと考えた。彼はタイムトラベルと幽霊が呼応すると考え、幽霊が時間の流れに捕らわれた断片ではないかと主張した。彼はサスペンスと緊張感の方がゴア表現や血飛沫よりも怖ろしいと考え、それらを演出することを目指した。The Quatermass Experiment とその続編にインスパイアされたクロスは当初ドクターをバーナード・クォーターマスに会わせるつもりであったが、著作権上の理由で不可能であった。また、クロスは The Quatermass Experiment の作者ナイジェル・ニールの The Stone Tape にもインスパイアされ、1970年代を物語の舞台に選んだ。「井戸の魔女」は非常に小規模で非常に限定的な幽霊の物語として意図されていたが、もっと大きな展開にするよう依頼された。元々の脚本にも異世界は存在していたが単なる煙と鏡として描写され、クライマックスの部分もカリバーン邸内で完結していたが昼間の屋外と代替世界に変更された。曲がった生物のアイディアはクロスの想像の中から取り出されたものであった。怪物を具体化する必要があると感じたモファットの意見と、エマと教授の愛を鏡映しにすることを考えたクロスにより、後に怪物の恋愛事情が物語に追加された。

### 撮影

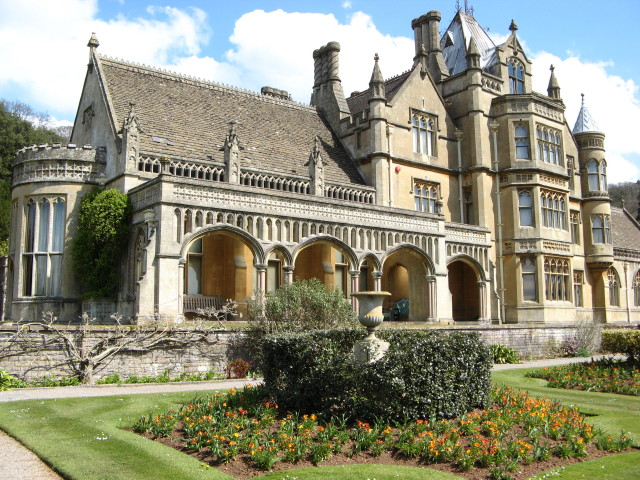
カリバーン邸のロケ地に使用されたティンツフィールド

クロスは可能な限り少ないロケ地と少ないキャストで物語を勧めようと考えた。エマ・グレイリングの役を打診されたジェシカ・レインはセットに到着するまで『ドクター・フー』が何の団体であるか気づかなかった。また、製作の様子も彼女主演のドラマ『コール・ザ・ミッドワイフ 〜ロンドン助産婦物語』と大きく違ったという。彼女はマット・スミスと舞台で共演したことがあった。クロス曰く脚本だけで登場人物たちの間にあるかなり複雑な関係の歴史を完全に呼び起こすことは難しかったが、レインとその共演者ダグレイ・スコットは自分の演じるキャラクターの背景を埋めるのに長けていたという。本作への出演の後、レインは50周年記念エピソード An Adventure in Space and Timeで『ドクター・フー』のオリジナルプロデューサーバーティ・ランバートの役を演じた。
「井戸の魔女」はジェナ・ルイーズ・コールマンが初めてクララ役で撮影に臨んだエピソードでもあった。台本の読み合わせは2012年5月21日に行われ、撮影はそれから3日後の5月24日に開始された。カリバーン邸のシーンは6月にマルガム・カントリー・パークで撮影され、ティンツフィールドがロケ地に使用された。森のシーンは人工の霧を加えてウェールズの Gethin Forest で撮影された。曲がった生物の動きは不自然な印象を与えるために逆再生が使用された。監督ジェイミー・ペインは撮影現場を訪れていたクロスの子どもたちに怪物卯の感想を聞き、それが十分怖いか否かの判断材料にした。

## 他作品への言及
本作には文化的リファレンスも含まれている。クララは教授とエマに「ゴーストバスターズ」と自己紹介しており、これは同名の映画『ゴーストバスターズ』を指している。映画が公開されたのは本作の舞台となっている1974年から10年後である。ポケット宇宙の生物が離れ離れになったつがいだと気づいたときのドクターの台詞 "Birds do it, bees do it, even educated fleas do it" はコール・ポーターの "Let's Do It, Let's Fall in Love" に由来している。また、ドクターはアーサー・コナン・ドイルの小説でシャーロック・ホームズに協力しているベイカー街遊撃隊に言及しているが、実際にはパルマー教授が所属していた第二次世界大戦期の特殊作戦執行部のことであった。

## 放送と反応
「井戸の魔女」はイギリスでは BBC One で2013年4月20日に初放送された。当夜の視聴者数は500万人に達し、タイムシフト視聴者を合算すると合計で661万人に上った。この数字はその週の BBC One の番組で第6位であった。さらに、BBC iPlayer では4月に153万リクエストを記録し、同月に同サービス上で第6位となった。Appreciation Index は85を記録。
日本では放送されていないが、2013年11月23日から『ドクター・フー』の第5シリーズから第7シリーズにかけての独占配信がHuluで順次開始され、「井戸の魔女」は2014年に配信が開始。

### 批評家の反応
本作は一般に肯定的にレビューされた。インデペンデント紙のニーラ・デブナスは幽霊屋敷とSFが上手く組み合わされていることを喜び、醜悪なエイリアンでも感情を持っているという捻りの効いた結末を称賛した。ガーディアン紙のダン・マーティンはゲスト出演者や雰囲気など「これから何年も語り継がれるであろうエピソードの特徴を持っている」とコメントし、演出も称賛した。しかし、会話の一部には批判的であった。
デイリー・テレグラフのデイジー・ボウイ＝サールは本作に星4つを与えた。ラジオ・タイムズのパトリック・マルケーンも肯定的なレビューをしており、スミスの演技と物語の気味の悪さを強調した。彼はレインとスコットを称賛した一方、タイムトラベラーのヒーラ・タコリアは不十分に感じられ、結末の愛の物語を批判した。The A.V. Club のアラスデア・ウィルキンスは本作をA-と評価し、ドクターに関する繊細なヒントや演出の変化の仕方を称賛した。
デジタル・スパイのモーガン・ジェフェリーは本作に星4つを付け、クロスの先のエピソード「時の女王」よりも流れが良く、複数のテーマを探求できたと評価した。彼は物語がタイムトラベラーに帰結したことについては肯定的であった一方、結末はしっかりとしているが、慣れているためそれまでの過程ほど楽しめなかったのかもしれないと感じた。IGNのマーク・スノーは本作に10点満点中8.4点を与えた。彼は狭い範囲でキャラクターに焦点を当てている点を高く評価したが、「主流から外れたジャンルの回り道は完全には納得できず、不気味な設定を考慮しても驚くほどの程度の低さを感じたが、少なくともユニークなことを試みた」と綴った。SFX誌のジョーダン・ファーレイは本作に星4つを与えた。彼はSF要素があまりにも多くの答えを残しすぎていると感じたが、ラブストーリーとしては秀逸だと述べた。
Doctor Who Magazine ではグラハム・キブル＝ホワイトが肯定的にレビューし、シンプルに怖ろしいと表現した。彼は本作が最初の徹底的な幽霊物語であると述べて素晴らしいと評価した。また、彼は幽霊の描写の仕方が魅力的だと語り、ニール・クロスの前作「時の女王」やメタベリスIIIの発音問題を超越した作品だと表現した。